# Warstein
Warstein è una città di 24 325 abitanti della Renania Settentrionale-Vestfalia, in Germania.
Appartiene al distretto governativo (Regierungsbezirk) di Arnsberg e al circondario (Kreis) di Soest (targa SO).
Warstein si fregia del titolo di "Media città di circondario" (Mittlere kreisangehörige Stadt).

## Storia
Warstein è citata per la prima volta in un documento datato 1072. Divenne città nel 1276 o, più probabilmente nel 1296.
Durante il Medioevo fece parte della Lega Anseatica.
Nel 1802 fu in gran parte distrutta da un incendio.
È conosciuta a livello mondiale per la sua birra, prodotta dalla Warsteiner Brauerei.

## Monumenti e luoghi d'interesse

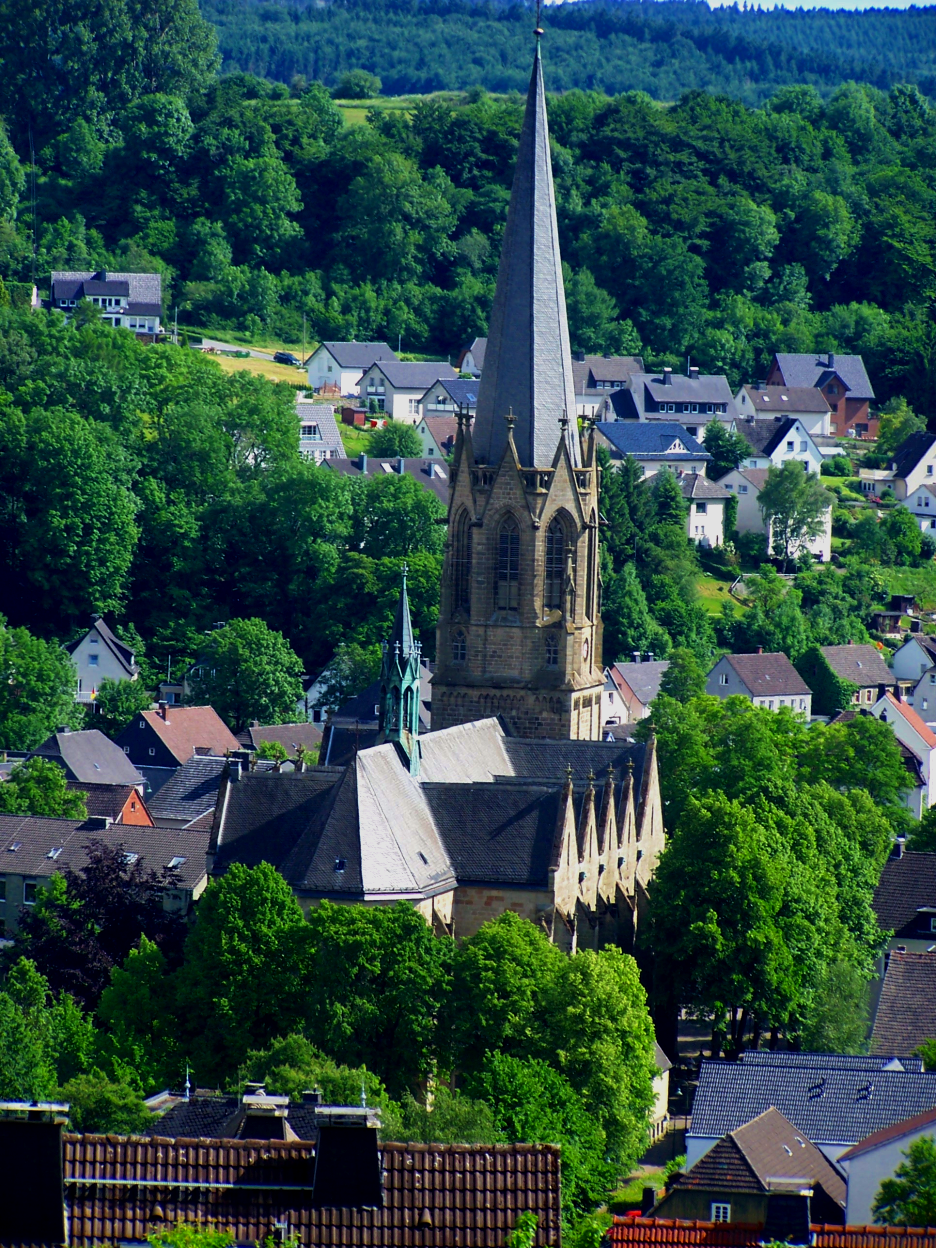
La chiesa neogotica di San Pancrazio (consacrata nel 1858)

## Geografia antropica

### Suddivisioni amministrative
Warstein si divide in 9 zone (Ortsteil), corrispondenti all'area urbana e a 8 frazioni:
- Warstein (area urbana)
- Allagen
- Belecke
- Hirschberg
- Mülheim
- Niederbergheim
- Sichtigvor
- Suttrop
- Waldhausen

## Amministrazione
Gemellaggi
- Saint-Pol-sur-Ternoise, dal 1964
- Wurzen, dal 3 ottobre 1990
- Hebden Royd, dal novembre 1995
- Pietrapaola, dal 2001